# Halmstads centralstation
Halmstads centralstation – stacja kolejowa w Halmstad, w regionie Halland, w Szwecji. Znajduje się na Västkustbanan. Stacja ma pięć torów, z czego 4 do obsługi pasażerów. Stacja znajduje się na obrzeżach centrum miasta Halmstad, około 1 km od Rynku Głównego.
Została oddana do użytku w 1877 roku, w związku z otwarciem ruchu na linii Halmstad – Nässjö. W 1885 roku otwarto linię kolejową na południe do Skanii.

## Linie kolejowe
- Västkustbanan
- Halmstad – Nässjö
- Markarydsbanan